# غار شانه‌در

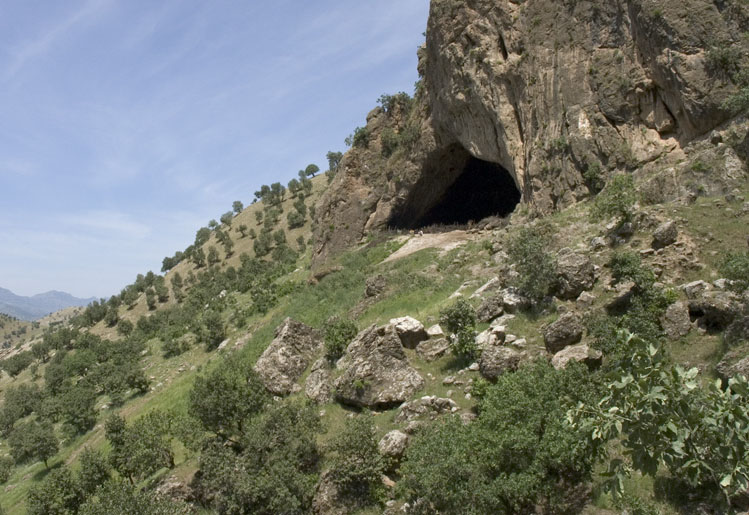
دهانه غار شانه‌در.

غار شانه‌دَر (به کردی: ئه‌شکه‌وتی شانه‌ده‌ر) غار نه‌چندان بزرگی است که در کوه‌های بَرادوست در شمال غربی زاگرس، در دره رود زاب بزرگ در کردستان عراق واقع شده است. محل این غار در بخش بارزان از شهرستان مرگه‌سور استان اربیل است. این غار دارای بقایای باستان‌شناختی غنی از دوره پارینه‌سنگی میانی تا اواخر نوسنگی است. در منابع فارسی‌زبان نام این غار را به خاطر آوانویسی حدسی از روی انگلیسی به اشتباه شنیدار، شنیدر، شانیدار و شانیدر می‌نویسند.
از لایه‌های استقراری اواخر دوران میان‌سنگی (۱۵٫۰۰۰ تا ۱۰٫۰۰۰ سال پیش) بازمانده‌های ده‌ها اسکلت انسان همراه با هدایای تدفینی پیدا شده است. بیشتر تدفین‌ها به حالت دست و پای جمع شده و متعلق به نوزادان و کودکان بوده‌اند. هدایای تدفینی در این گورها عموماً شامل زیورافزارهایی از جنس سنگ، حلزون، و نیز ابزارهای استخوانی بوده‌اند. سایش زیاد دندان‌های ساکنان جوان‌تر غار، نشان‌دهنده تداول جیره غذایی متکی بر خشکبار و جویدنی‌های سخت بوده است.

## کشف بقایاینئاندرتال‌ها
کشف مجموعه‌ای از اسکلت انسان‌های نئاندرتال در لایه موستری غار نقطه عطفی در مطالعات پارینه سنگی زاگرس و خاورمیانه به‌شمار می‌آید.
گورستانی از لایه ب۱ مربوط به دوره آغاز نوسنگی است که طی روزهای پایانی آخرین فصل کاوش (۱۹۶۰) در غار شانه‌در کشف شد. گورستان یادشده در عمق حدود یک متری از کف غار به مساحتی در ابعاد ۶×۶ متر در انتهای غار کاوش و در نتیجه آن تعداد ۲۶ گور با بقایای ۳۵ اسکلت انسان و هدایای متعدد تدفینی یافت شد. تدفین‌ها عموماً به حالت جمع شده و جنینی بوده و اغلب مربوط به نوزادان و بچه‌ها بودند. کلیه تدفین‌ها بر بستری از خاکستر و زغال قرار داشت و تمام گورستان با لایه‌ای از رسوب رسی-شنی زرد رنگ پوشانده شده بود. نزدیک به نیمی از گورها دارای هدایای تدفینی از قبیل زیور آلات، حلزون، ابزار استخوانی، سنگ ساب و یک آویز مسی بودند. وجود این شئ مسی احتمالاً حاکی از وجود نوعی شبکه تجاری با آناتولی بوده است. مجموعه اسکلتهای انسانی ابتدا در سال ۱۹۶۲ به‌طور مقدماتی به وسیلهٔ خوان مونیزاگا در موزه بغداد مطالعه شدند.
برپایه مطالعات ساکنان آغاز نوسنگی غار در دوره‌های دچار مضیقه بوده و آثار سوء تغذیه در اسکلت خرد سالان مشهود است. برپایه نتایج به دست آمده، رستنی‌ها، غله خودرو و میوه درصد عمده‌ای از خوراک آن‌ها را تشکیل می‌داده است. وجود شمار قابل توجه‌ای سنگ‌ساب نیز این رژیم غذایی مبتنی بر گیاهان را تأیید می‌کند.
نئاندرتال‌های در عصر موستری در منطقه ای یافت شدند که در آنجا صدها ابزار سنگی شامل پرتابه‌ها، محافظ‌های جانبی و لایه‌های سنگی و استخوان‌های حیواناتی همچون بزهای وحشی، و لاک‌پشت مهمیزدار نیز یافت شد. ۹–۱۴
نه نمونه اول (شانه‌در ۱ تا ۹) بین سالهای ۱۹۵۷ و ۱۹۶۱ توسط رالف سولکی و تیمی از دانشگاه کلمبیا کشف شد. ۱۶ اسکلت شانه‌در ۳ در مؤسسه اسمیثسونیان نگهداری می‌شود. دیگر شانه‌درها (شانه‌در ۱، ۲ ، و ۴ تا ۸) در عراق نگهداری می‌شدند و ممکن است در طول حمله سال ۲۰۰۳ از بین رفته باشند، گرچه طرح‌های آنها در اسمیثسونیان باقی مانده‌اند. در سال ۲۰۰۶، هنگام مرتب کردن مجموعه ای از استخوانهای جانوران از محل در اسمیثسونیان، ملیندا زدر استخوان‌های پای دهمین نئاندرتال، که اکنون به نام شانه‌در ۱۰ شناخته می‌شود را، کشف کرد.

### شانه‌در ۱
شانه‌در ۱ یک مرد نئاندرتال پیر بود که بین کاووشگران با نام «نانیدی» معروف بود. او بین ۳۰ تا ۴۵ ساله بود، و به عنوان یک نئاندرتال بسیار پیر محسوب می‌شد. شانه‌در ۱ دارای ظرفیت جمجمه ۱۶۰۰ سانتی‌متر مکعب بود و در بلندی قامتش حدود ۵ فوت ۷ اینچ (۱۷۴ سانتیمتر) بود و دارای علائم شدید تغییر شکل در وی دیده می‌شد.
در طول زندگی فردیش، ضربات شدیدی به سمت چپ صورتش وارد شده بود و آثار یک شکستگی خردکننده در حدقه سمت چپش ایجاد شده بود که می‌توانست یک چشم او را به شکل جزئی یا کامل کور کند.
استاد دانشگاه واشینگتن اریک ترینکاوس و دکتر سباستین ویلوت از مرکز ملی تحقیقات علمی فرانسه، طبق تجزیه و تحلیل‌های جدیدتر از شانه‌در ۱ تأیید می‌کنند که رشد استخوان در کانال‌های گوش او منجر به کاهش شنوایی گسترده شده است.

### شانه‌در ۲
شانه‌در ۲ یک مرد نئاندرتال حدوداً ۳۰ ساله بود که از آرتروز خفیف در سمت راست بدنش رنج می‌برد. تخمین زده می‌شود که بلندی قامت شانه‌در ۲، ۵ فوت ۲ اینچ (۱۵۹ سانتیمتر) است که او را کمی پایین‌تر از میانگین قد یک نئاندرتال مرد قرار می‌دهد. او توسط صخره‌هایی که از سقف غار سقوط می‌کردند، کشته شده، که باعث خرد شدگی قابل توجه در جمجمه و استخوان‌های او شده است. جمجمه حدود ۵–۶ سانتی‌متر فشرده شده بود.

### شانه‌در ۳
شانه‌در ۳ یک مرد ۴۰ تا ۵۰ ساله بود که در همان قبرهای شانه‌در ۱ و ۲ یافت شد. زخم در دنده ۹ سمت چپ حاکی از آن است که این فرد بر اثر عارضه ناشی از زخم فرورفتن جسمی تیز به آن ناحیه درگذشته است. رشد استخوان در اطراف زخم نشان می‌دهد که شانه‌در ۳ حداقل چند هفته پس از آسیب دیدگی زندگی کرده، در صورتی که آن جسم هنوز در بدنش بوده.

### شانه‌در ۴، «دفن گل»
اسکلت شانه‌در ۴ که یک مرد بالغ ۳۰ تا ۴۵ ساله بوده، در موقعیت جنین بر روی سمت چپش، توسط سولکی در سال ۱۹۶۰ کشف شد.
سالها تصور می‌شد که شانه‌در ۴ شواهد محکمی برای یک مراسم تدفین نئاندرتالی می‌باشد. نمونه‌های معمول خاک از اطراف بدن، که برای تجزیه و تحلیل گرده‌ها در تلاش برای بازسازی تاریخچه پالئوکلیمی و پوشش گیاهی محل جمع‌آوری شده بود، هشت سال پس از کشف آن مورد تجزیه و تحلیل قرار گرفت.

### شانه‌در Z
در فوریه سال ۲۰۲۰، محققان از کشف بقایای نئاندرتالی دیگر خبر دادند که به بیش از ۷۰٬۰۰۰ سال قبل برمی گردد.